# Alexander Nikolsky
Alexander Mikhailovich Nikolsky (Astrachan', 18 febbraio 1858 – Charkiv, 8 dicembre 1942) è stato uno zoologo russo.

## Biografia
Dal 1877 al 1881, studiò all'Università di San Pietroburgo, conseguendo il dottorato diversi anni dopo, nel 1887. Dal 1881 al 1891 partecipò a numerose spedizioni in Siberia, nel Caucaso, in Persia, in Giappone, e altri. Nel 1887 divenne professore associato a San Pietroburgo, diventando in seguito direttore del dipartimento di erpetologia presso il museo zoologico dell'Accademia delle scienze (1895).
Nel 1903 si trasferì come professore all'Università di Kharkiv. Nel 1919 fu eletto membro dell'Accademia delle scienze dell'Ucraina. Tra le sue opere scritte c'erano Herpetologia Caucasica (1913) e volumi su rettili e anfibi che facevano parte della serie "Fauna della Russia e Paesi adiacenti".
È l'autorità tassonomica di 26 specie di rettili. La specie di vipera Vipera nikolskii (vipera di Nikolsky) e la sottospecie di tartaruga Testudo graeca nikolskii (tartaruga di Nikolsky) sono nominate in suo onore. Oggi in Russia, la "Nikolsky Herpetological Society" commemora il suo nome.